# Terra Recognita Alapítvány
A Terra Recognita Alapítvány (TRA) 2005 novemberében „közép-európai civil külpolitikai kezdeményezésként” alakult meg. Célkitűzése a közép-európai térség országai közötti együttműködési készség fejlesztése, a magyar társadalom Közép-Európával kapcsolatos ismereteinek bővítése. Magyarország és a vele szomszédos államok közti kapcsolatok javítása, a szomszédos országok többségi társadalmaival folytatott párbeszéd és ismeretbővítés révén.

## Tevékenysége
A Hankiss Elemér nevével fémjelzett Találjuk ki Közép-Európát? kezdeményezéssel együttműködve 2006-2008 között működtette a Közép-európai Szemlét, amelyben heti 3-5 cikket közöltek a közép- és kelet-európai lapszemlék alapján. Elsősorban azokat a híreket fordították magyarra, amelyek révén a magyar társadalom számára jobban megismerhetők az adott társadalom mindennapjai.
A Pillar Alapítvánnyal közösen indították a szlovák–magyar párbeszédet célzó Meghasadt múlt – Rozštiepená minulosť projektet, amit a Magyar Köztársaság Külügyminisztériuma és a Stredoeurópska Nadácia támogatásával valósítottak meg. 16 rövid tanulmányban reflektáltak a szlovák történelemszemléletnek azon pontjaira, melyek valamilyen módon a magyarsághoz, Magyarországhoz is kapcsolódnak. A révkomáromi Kempelen Farkas Társasággal közösen kiadott kötet 2010-ben újra megjelent magyarul.
A Múlt-kor történeti portál számára az Alapítvány munkatársai rendszeresen készítettek Közép- és Kelet-Európa történelmével foglalkozó cikkeket, belőlük már több E-folyóirat-szám is megjelent.
A TRA a németországi Erinnerung Verantwortung Zukunft – Geschichtswerkstatt Europa támogatásával 2009-ben jelentette meg a Multicultural Cities in Central Europe sorozat első két kötetét: „The Hidden Faces of Budapest” és „A Capital on the Borderland” Budapest és Pozsony hagyományos multikulturalitásának nyomait és mai továbbélését kívánja bemutatni rendhagyó útikönyv stílusban, angol nyelven.
Az Alapítvány az International Visegrad Fund támogatásával az ELTE BTK 19-20. századi kelet-európai történelem doktori program keretén belül konferenciát szervezett a rendszerváltás 20. évfordulója alkalmából: a 1989: forradalom, fordulat, rendszerváltás? projekt keretében 2010-ben angol és magyar nyelvű tanulmánykötet jelent meg.
A TRA a Magyar Köztársaság Külügyminisztériuma támogatásával, több szlovákiai partnerszervezettel együttműködve elindította a Neznámy sused (Az ismeretlen szomszéd) című projektet, amelynek célja az 1989 utáni Magyarország bemutatása a szlovák érdeklődőknek. A nyolc témakört (külpolitika, történettudomány, gazdaság stb.) felölelő tanulmányokból kötet készül, tartalmukat pedig egy szlovákiai előadás-sorozat mutatta be 2010 tavaszán Pozsonyban, Nyitrán, Besztercebányán.
2011-ben jelent meg a Europe in Budapest. A Guide To Its Many Cultures című könyv a Terra Recognita Alapítvány gondozásában. Az angol nyelvű kötet a soros magyar EU-elnökségre időzítve, a Külügyminisztérium támogatásával készült. A rendhagyó útikönyv újszerű oldaláról mutatja be Budapestet. A főváros különböző arcait tárja az olvasó elé – fejezetenként egy-egy nemzeti, vallási közösség Budapesthez fűződő múltbéli viszonya kerül ismertetésre, kitérve az aktualitásokra is.
2012-ben az alapítvány részt vett a Háború, a háború utáni időszak és hidegháború nevű projektben. A kutatások Magyarországon és Szlovákiában zajlottak a német Stiftung „Erinnerung, Verantwortung und Zukunft“ Geschichtswerkstatt Europa programjának támogatásával. Két történész, Slávka Otcenášová és Zahorán Csaba kutatása a program 28 másik európai projektje közé illeszkedik.
2012-2013-ban az Alapítvány társrendezője volt a Parevo Nemzetközi Dokumentumfilm Fesztiválnak.
Az alapítvány legutóbbi projektje a Remembering the City: a Guide Through the Past of Košice c. angol nyelvű kiadvány elkészítésére irányult, melyet többek között a Nemzetközi Visegrádi Alap, a Balassi Intézet és a European Network of Remembrance and Solidarity támogatott. A kötet magyar, szlovák, cseh és lengyel fiatal történészek által írt fejezetekben mutatja be Kassa történetét és emlékezetét. A könyvet Szarka László, Štefan Šutaj és Zlatica Šáposova lektorálta, megvalósulásában az alapítvány elsődleges partnere a Pavol Jozef Šafárik Egyetem Történelem Tanszéke volt. A rendhagyó útikönyvet Gayer Veronika, Slávka Otčenášová és Zahorán Csaba szerkesztették. 2012-2013 folyamán több workshopot rendezett az alapítvány Kassán és Pozsonyban, melyen a kötet szerzői vettek részt. (https://web.archive.org/web/20140517204807/http://multiculturalkosice2013.com/). A Remembering the City-t 2013.október 14-én a kassai Állami Tudományos Könyvtárban mutatták be.
Az alapítvány munkatársai rendszeresen publikálnak, konferenciákon vesznek részt, továbbá különféle televíziós és rádiós műsorokban elemzik az aktuális kérdéseket.

## Tagság
Az alapítvány aktív tagsága főként történész, közgazdász, politológus diplomával rendelkező fiatal kutatókból áll.

## Elismerések, díjak
2007-ben Jeszenszky Géza a Magyar Szemlében a szlovák–magyar viták hátteréről írva kiemelte, hogy „Újabban fiatal magyar történészek tesznek minden elismerést megérdemlő kísérleteket (a Terra Recognita Alapítvány keretében) néhány szlovák kollégával együtt, hogy a történelmi vitákon túllépve bemutassák a két nép közös, illetve egymáshoz szorosan kapcsolódó történelmét.”
2012. június 1-jén a szlovák és a magyar külügyminisztérium által 2009-ben alapított Jószomszédság és megértés-díjat a Terra Recognita Alapítvány kapta meg. A díjat a TRA elnöke, Zahorán Csaba vette át Miroslav Lajčák szlovák és Martonyi János magyar külügyminisztertől Budapesten.
2013. május 20-i szlovákiai .týždeň című hetilap magyar („Bocsánat, magyarok!") és szlovák (Slováci, prepácte!) címlappal is megjelent. A lapban Surján László az alapítvány megemlítve a következőket írta: „Viszont nagyon sürgős legalább az elit hangulatváltása, az egymás felé nyitás, oly módon, ahogy az tükröződik például a Terra Recognita Alapítvány körül tömörült történészek munkáiban, és másokéban. Ez azonban nem maradhat szűk szakmai körök elzárt kincse.”

## Az alapítvány kiadványai
- Meghasadt múlt – Fejezetek a szlovákok és a magyarok történelméből. Szerk.: Kollai István. Budapest, Terra Recognita Alapítvány, 2008, 256 oldal, ISBN 9789630649568
- Rozštiepená minulosť – kapitoly z histórie Slovákov a Maďarov. Zos: István Kollai. Nadácia Terra Recognita, 2008, 253 oldal, ISBN 9630642379
- Neznámy sused – Dvadsať rokov Maďarska 1990–2010. Csaba Zahorán a kolektív. Bratislava, Talentum, 2011, 254 oldal, ISBN 9788081230165
- After Twenty Years – Reasons and Consequences of the Transformation in Central and Eastern Europe. Eds: Krisztián Csaplár-Degovics, Miklós Mitrovits, Csaba Zahorán. Berlin, OEZ Verlag-Terra Recognita Alapítvány, 2010, 420 oldal, ISBN 978-3-940452-29-0
- A Capital On The Borderland: Bratislava. Budapest, Terra Recognita Alapítvány, 2009, ISBN 9789630674447
- The Hidden Faces of A Capital: Budapest. Budapest, Terra Recognita Alapítvány, 2010,  helytelen ISBN kód: 9630673273
- Lagzi Gábor: A lengyel keleti politika. Lengyelország keleti szomszédság- és nemzetpolitikája, 1989–2009. Budapest, Terra Recognita Alapítvány, 2011, 232 oldal, ISBN 9789638918512
- Europe in Budapest – a guide to its many cultures. Eds: Csaba Zahorán and István Kollai. Budapest, Terra Recognita Foundation, 2011. ISBN 9638918500, ISBN 978-9638918505
- Remembering the City: a Guide Through the Past of Košice. Eds: Veronika Gayer, Slávka Otčenášová and Csaba Zahorán, Terra Recognita Foundation and Univerzita Pavla Jozefa Šafárika v Košiciach, 2013. ISBN 9789638918529